# Malpighiaceae
Famille
Classification APG III (2009)
Les Malpighiaceae (les Malpighiacées) sont une famille de plantes à fleurs dicotylédones de l'ordre des Malpighiales. Elle comprend plus de 1 200 espèces réparties en environ 65 genres.
Ce sont des arbres, des arbustes, ou des lianes, aux feuilles opposées, des régions subtropicales à tropicales, surtout originaires d'Amérique du Sud.

## Étymologie
Le nom vient du genre type Malpighia nommé en hommage au médecin et biologiste italien Marcello Malpighi (1628–1694), considéré comme le fondateur de l'anatomie microscopique ou histologie.

## Classification
La classification phylogénétique APG (1998), la classification phylogénétique APG II (2003) et la classification phylogénétique APG III (2009) situent cette famille dans l'ordre des Malpighiales.

## Liste des genres
Selon BioLib (24 août 2020) :
- Acmanthera (en) Griseb.
- Acridocarpus Guill. & Perr.
- Aspicarpa (es) Rich.
- Aspidopterys (es) A. Juss.
- Banisteriopsis (sv) C.B. Rob. ex Small
- Barnebya (es) W.R. Anderson & B. Gates
- Blepharandra (es) Griseb.
- Brachylophon (es) Oliv.
- Bunchosia Rich. ex Kunth
- Burdachia (es) Mart. ex Juss.
- Banisteriaecarpum
- Banisteriophyllum
- Malpighiastrum
- Perisyncolporites
- Byrsonima Rich. ex Kunth
- Callaeum (es) Small
- Calyptostylis (pt) Arenes
- Camarea (es) A. St.-Hil.
- Caucanthus (es) Forssk.
- Clonodia (es) Griseb.
- Coleostachys (es) A. Juss.
- Cordobia (es) Nied.
- Diacidia (es) Griseb.
- Dicella (es) Griseb.
- Digoniopterys (es) Arenes
- Dinemagonum (es) A. Juss.
- Dinemandra (es) A. Juss.
- Diplopterys (es) A. Juss.
- Echinopterys (es) A. Juss.
- Ectopopterys (es) W.R. Anderson
- Flabellaria (es) Cav.
- Flabellariopsis (es) R. Wilczek
- Gallardoa (es) Hicken
- Galphimia (es) Cav.
- Gaudichaudia (es) Kunth
- Glandonia (es) Griseb.
- Heladena (es) A. Juss.
- Henleophytum (es) H. Karst.
- Heteropterys (es) Kunth
- Hiptage (es) Gaertn.
- Hiraea (es) Jacq.
- Janusia (en) A. Juss.
- Jubelina (es) A. Juss.
- Lasiocarpus (es) Liebm.
- Lophanthera A. Juss.
- Lophopterys (es) A. Juss.
- Malpighia L.
- Malpighiantha Rojas Acosta
- Mascagnia (es) (Bertero ex DC.) Colla
- Mcvaughia (es) W.R. Anderson
- Mezia (es) Schwacke ex Nied.
- Microsteira (es) Baker
- Mionandra (es) Griseb.
- Peixotoa (es) A. Juss.
- Peregrina W.R. Anderson
- Philgamia (es) Baill.
- Pterandra (es) A. Juss.
- Ptilochaeta (es) Turcz.
- Rhynchophora (en) Arenes
- Ryssopterys (es) Blume ex A. Juss.
- Spachea (es) A. Juss.
- Sphedamnocarpus (es) Planch. ex Benth.
- Stigmaphyllon A. Juss.
- Tetrapterys (en) Cav.
- Thryallis (pt) Mart.
- Triaspis (es) Burch.
- Tricomaria (en) Gillies ex Hook. & Arn.
- Triopterys (es) L.
- Tristellateia (es) Thouars
- Verrucularia (es) A. Juss.

Selon ITIS (24 août 2020) :
- Aspicarpa Rich.
- Banisteriopsis C.B. Rob. ex Small
- Bunchosia Rich. ex Kunth
- Byrsonima Rich. ex Kunth
- Callaeum Small
- Cottsia (en) Dubard & Dop
- Galphimia Cav.
- Heteropterys Kunth
- Hiptage Gaertn.
- Hiraea Jacq.
- Janusia (en) A. Juss.
- Malpighia L.
- Stigmaphyllon A. Juss.
- Tetrapterys Cav.
- Tristellateia Thouars

Selon NCBI (24 août 2020) :
- Acmanthera (A.Juss.) Griseb., 1858
- Acridocarpus Guill. & Perr., 1831
- Adelphia (es) W.R.Anderson, 2006
- Aenigmatanthera (es) W.R.Anderson, 2006
- Alicia (es) W.R.Anderson, 2006
- Amorimia (es) W.R.Anderson, 2006
- Aspicarpa Rich.
- Aspidopterys A.Juss. ex Endl.
- Banisteriopsis C.B.Rob., 1910
- Barnebya W.R.Anderson & B.Gates, 1981
- Blepharandra Griseb.
- Brachylophon Oliv., 1887
- Bronwenia W.R. Anderson & C.Davis, 2007
- Bunchosia Rich. ex Kunth, 1822
- Burdachia A.Juss., 1840
- Byrsonima Rich. ex Kunth
- Calcicola (es) W.R.Anderson & C.Davis, 2007
- Callaeum Small, 1910
- Camarea A.St.-Hil., 1823
- Carolus (es) W.R.Anderson, 2006
- Caucanthus Forssk., 1775
- Christianella (es) W.R.Anderson, 2006
- Coleostachys A.Juss., 1840
- Cordobia Nied.
- Diacidia Griseb., 1858
- Diaspis (es) Nied., 1891
- Dicella Griseb., 1839
- Digoniopterys (es) Arenes
- Dinemagonum A.Juss.
- Dinemandra A.Juss.
- Diplopterys A.Juss., 1837
- Echinopterys A.Juss., 1843
- Ectopopterys W.R.Anderson
- Excentradenia W.R.Anderson
- Flabellaria Cav.
- Flabellariopsis Wilczek
- Gallardoa Hicken
- Galphimia Cav., 1799
- Gaudichaudia Kunth, 1821
- Glandonia Griseb.
- Heladena A.Juss.
- Henleophytum H.Karst.
- Heteropterys Kunth, 1822
- Hiptage Gaertn., 1790
- Hiraea Jacq., 1760
- Janusia (en) A.Juss., 1840
- Jubelina A.Juss.
- Lasiocarpus Liebm.
- Lophanthera A.Juss.
- Lophopterys A.Juss.
- Madagasikaria C.Davis
- Malpighia L., 1753
- Malpighiodes Nied., 1909
- Mascagnia (Bertero ex DC.) Colla
- Mcvaughia W.R.Anderson
- Mezia Schwacke ex Nied., 1891
- Microsteira Baker, 1883
- Mionandra Griseb.
- Niedenzuella W.R.Anderson, 2006
- Peixotoa A.Juss., 1833
- Philgamia Baill.
- Psychopterys (es) W.R.Anderson & S.Corso, 2007
- Pterandra A.Juss., 1833
- Ptilochaeta Turcz.
- Rhynchophora (en) Arenes
- Ryssopterys Blume ex A.Juss., 1838
- Spachea A.Juss., 1838
- Sphedamnocarpus Planch. ex Benth. & Hook.f., 1862
- Stigmaphyllon A.Juss., 1833
- Tetrapterys Cav., 1790
- Thryallis Mart., 1829
- Triaspis Burch., 1824
- Tricomaria Hook. & Arn.
- Triopterys L., 1753
- Tristellateia Thouars
- Verrucularina (sv) Verrucularia A.Juss., 1840, non Suhr, 1834

Selon Tropicos (24 août 2020) (Attention liste brute contenant possiblement des synonymes) :
- Acmanthera (A. Juss.) Griseb.
- Acosmus Desv.
- Acridocarpus Guill. & Perr.
- Adelphia W.R. Anderson
- Adenoporces Small
- Aenigmatanthera W.R. Anderson
- Alcoceratothrix Nied.
- Alicia W.R. Anderson
- Amorimia W.R. Anderson
- Andersoniella C. Davis & Amorim
- Anomalopteris (DC.) G. Don
- Aspicarpa Rich.
- Aspidopterys A. Juss. ex Endl.
- Atopocarpus Cuatrec.
- Banistera Cothen[note 1].
- Banisterioides (sv) Dubard & Dop
- Banisteriopsis C.B. Rob.
- Barnebya W.R. Anderson & B. Gates
- Blepharandra Griseb.
- Brachylophon Oliv.
- Brachypterys A. Juss.
- Brittonella (es) Rusby
- Bronwenia (es) W.R. Anderson & C. Davis
- Bunchosia Kunth
- Burdachia Mart. ex Juss.
- Byrsonima Rich. ex Kunth
- Cabi Ducke
- Calcicola W.R. Anderson & C. Davis
- Callaeum Small
- Calyntranthele (es) Nied.
- Calyptostylis Arènes
- Camarea A. St.-Hil.
- Carolus W.R. Anderson
- Caucanthus Forssk.
- Christianella W.R. Anderson
- Clonodia Griseb.
- Coleostachys A. Juss.
- Cordobia Nied.
- Cottsia Dubard & Dop
- Cryptolappa Kuntze
- Diacidia Griseb.
- Diaspis Nied.
- Dicella Griseb.
- Digoniopterys Arènes
- Dinemagonum A. Juss.
- Dinemandra A. Juss.
- Diplopterys A. Juss.
- Dolichopterys (es) Kosterm.
- Echinopterys A. Juss.
- Ectopopterys W.R. Anderson
- Eriocaucanthus (es) (Nied.) Chiov.
- Excentradenia (es) W.R. Anderson
- Flabellaria Cav.
- Flabellariopsis R. Wilczek
- Gallardoa Hicken
- Galphimia Cav.
- Gaudichaudia Kunth
- Glandonia Griseb.
- Heladena A. Juss.
- Hemsleyna (vi) Kuntze
- Henleophytum H. Karst.
- Heteropterys Kunth
- Hiptage Gaertn.
- Hiraea Jacq.
- Hirea Cothen.
- Holopetalon Rchb.
- Janusia (en) A. Juss.
- Jubelina A. Juss.
- Jubelinia Endl.
- Jubistylis (es) Rusby
- Lasiocarpus Liebm.
- Lophanthera A. Juss.
- Lophopterys A. Juss.
- Madagasikaria (es) C. Davis
- Malacmaea (es) Griseb.
- Malpighia L.
- Malpighiodes (es) Nied.
- Malpigiantha Rojas
- Mascagnia (Bertero ex DC.) Bertero
- Mcvaughia (es) W.R. Anderson
- Meckelia (es) (A. Juss.) Griseb.
- Mezia Schwacke ex Nied.
- Microsteira Baker
- Mionandra Griseb.
- Molina Cav.
- Niedenzuella (es) W.R. Anderson
- Peixotoa A. Juss.
- Peregrina W.R. Anderson
- Philgamia Baill.
- Platynema (es) Wight & Arn.
- Psychopterys W.R. Anderson & S. Corso
- Pterandra A. Juss.
- Ptilochaeta Turcz.
- Rhinopterys (es) Nied.
- Rhynchophora (en) Arènes
- Rosanthus (es) Small
- Rudolphia (en) Medik.
- Ryssopterys (es) Blume ex A. Juss.
- Schwannia (es) Endl.
- Sipapoa (es) Maguire
- Skoliopteris (vi) Cuatrec.
- Spachea (es) A. Juss.
- Sphedamnocarpus Planch. ex Benth. & Hook. f.
- Sprucina (es) Nied.
- Stigmaphyllon A. Juss.
- Tetrapodenia Gleason
- Tetrapterys Cav.
- Thryallis Mart.
- Triaspis Burch.
- Tricomaria Hook. & Arn.
- Tricomariopsis (es) Dubard
- Tristellateia Thouars
- Tritomopterys (es) (A. Juss. ex Endl.) Nied.
- Verrucularina Rauschert
- Zymum (es) L.M.A.A. Du Petit-Thouars

## Liste des genres fossiles
Selon Paleobiology Database (24 août 2020) :
- Banisteriaecarpum
- Banisteriophyllum
- Malpighiastrum
- Perisyncolporites